# Zajtrk (Boucher)
Zajtrk (francosko Le Dejeuner) je slika francoskega slikarja Françoisa Boucherja in leta 1739 in jo danes hranijo v muzeju Louvre v Parizu.
Francois Boucher je med vladavino Ludvika XV. veljal za kraljevega dvornega slikarja. Zaslovel je ne le kot nadarjen umetnik, ki je slikal pokrajine, portrete, pastorale, upodabljal biblijske in mitološke prizore, ampak tudi kot dekorater.
Menijo, da je avtor na sliki "Zajtrk" predstavil svojo družino ali morda ideal svoje družine. Upodablja sebe, svojo ljubljeno osebo, otroke in varuško. Slika prikazuje toplino odnosov med člani velike družine, dobro počutje, veselje, ljubezen: to dokazuje barvna shema. Odtenki segajo od temnih do nežno-toplih, ki gledalca potopijo v ozračje vsakdanjega življenja tistih let.

## Opis
Pet oseb se zbere za majhno mizo, kjer pije kavo iz elegantne postrežbe, iz sveže napolnjenih skodelic se dviga para. Ta elegantno opremljena, modna dnevna soba pripelje gledalca v dom bogate pariške družine. Zlasti podrobnosti, kot so kitajska porcelanska figurica na polici, pozlačene ograde, nameščene nad kaminom in okrogla poslikava so elementi rokokojske dekoracije, ki razkrivajo, da gre za sodobno prizorišče elegantne domačnosti. (Dejansko je rokoko slikarstvo ime dobilo po izrazu rocaille, za francoski slog bujne dekoracije oblikovane v arhitekturi in pohištvu, ki je bilo v tistem času priljubljeno.) 
Boucher svoje znanje o modi ne pokaže le v dekorju rokokoja, temveč tudi na svojih slikah: mlada ženska na desni sredini si nadene mouche, črno lepotno piko na svojem temenu, ki je bila zelo modna med francoskimi višjimi sloji. Tudi to, da družina pije kavo, zaznamuje njihovo slogovno podobo, saj je bila pijača nova in priljubljen uvoz v Francijo.
Čeprav je Boucher najpogosteje povezan z dodelanimi mitološkimi prizori in erotično nabitimi figurami, Boucher tukaj kaže svoj talent za žanrske prizore, saj prikazuje domači ritual družinske blaženosti, pri čemer se zdi, da figure zadovoljno medsebojno komunicirajo. Boucher morda odraža naraščajoče razsvetljensko razmišljanje o materinstvu in prikazuje toploto med generacijami, ki v punčki odmeva ob sedeči deklici. Nekateri strokovnjaki trdijo, da je umetnik upodabljal svojo družino, vključno z ženo (desno), dvema otrokoma in sestro, ki se pojavlja, ko hrani mlado dekle, ki ujame pogled gledalca in prizoru da neformalno in takojšnjo, skoraj fotografsko kakovost (čeprav je bila ta naslikana že pred razvojem fotografije). 
Ne glede na to, ali je slika avtobiografska ali ne, je zgled Boucherjevega umetnostnozgodovinskega znanja (zlasti poznavanja slik iz nizozemskih slikarjev 17. stoletja), ljubezni do okrasja, zavedanja novega filozofskega razmišljanja o družinski dinamiki, kar vse je postavljeno v paleto modrih, zelenih in kremnih tonov. 
To delo je med drugim pokazalo Boucherjeve oblikovalske sposobnosti. Umetnik je skrbno in podrobno zapisal vse podrobnosti o notranjosti: ogromno pozlačeno ogledalo, stara stenska ura, elegantne zvite noge na mizi, čudovit komplet, okrašene figurice na policah, otroške igrače. Še posebej elegantno so izdelana oblačila. Deklice so oblečene v drobne puhaste čipkaste obleke in kape. Ženske kažejo občutek za slog in okus: varuška je še posebej elegantna.